# Beyond the Gates
Beyond the Gates är det amerikanska death metal-bandet Possesseds andra studioalbum, utgivet den 31 oktober 1986 av skivbolaget Combat Records.

## Låtförteckning
Sida A
1. "Intro" (instrumental) – 1:23
2. "The Heretic" – 2:40
3. "Tribulation" – 4:48
4. "March to Die" – 3:12
5. "Phantasm" – 4:23

Sida B
1. "No Will to Live" – 6:47
2. "Beyond the Gates" – 2:55
3. "The Beasts of the Apocalypse" – 3:13
4. "Seance" – 3:03
5. "Restless Dead" – 2:59
6. "Dog Fight" (instrumental) – 1:23

- Text: Jeff Becarra (spår 2–10)[2]
- Musik: Carl Canedy (spår 1), Mike Torrao (spår 2, 4, 6–8, 10, 11), Larry LaLonde (spår 3, 5, 9)[2]

## Medverkande
Musiker (Possessed-medlemmar)
- Jeff Becerra – sång, basgitarr
- Mike Torrao – gitarr
- Larry LaLonde – gitarr
- Mike Sus – trummor

Produktion
- Carl Canedy – producent
- Steve Sinclair – producent
- John Cuniberti – ljudtekniker
- Tom Size – ljudtekniker
- Tom Coyne – mastering
- Ed Repka – omslagsdesign, omslagskonst